# SuperGroup
SuperGroup plc – brytyjskie przedsiębiorstwo zajmujące się sprzedażą detaliczną odzieży. Siedziba znajduje się w Cheltenham, w hrabstwie Gloucestershire. SuperGroup notowane jest na giełdzie London Stock Exchange i należy do indeksu FTSE 250. Do przedsiębiorstwa należą trzy główne marki: Superdry, 77Breed i SurfCo California.
Spółka posiada 60 samodzielnych sklepów w Wielkiej Brytanii i 80 sklepów franczyzowych na pięciu kontynentach. Ponadto sklepy Superdry znajdują się w domach towarowych w Londynie, m.in. House of Fraser, Harrods i Selfridges.
SuperGroup zatrudnia ponad 1200 pracowników (2011).
SuperGroup nie ma reklam ani oficjalnego poparcia celebrytów, jednak popularność marki wzrosła gwałtownie, kiedy w ubraniach Superdry został dostrzeżony David Beckham. Ponadto ubrania Superdry były noszone przez gwiazdy takie jak: Leonardo DiCaprio, Pixie Lott i Kate Winslet.

## Historia
Historia SuperGroup rozpoczyna się założeniem przez Juliana Dunkertona Cult Clothing w 1985 roku w Cheltenham. W 2003 roku Dunkerton zainspirowany podczas podróży do Tokio, stworzył markę Superdry. W tym czasie dołączył do niego James Holder, który wcześniej stworzył markę Bench. Sprzedaż produktów Superdry rozpoczęła się w 2004 roku, a do spółki dołączył Theo Karpathios, który jest odpowiedzialny za sprzedaż hurtową na arenie międzynarodowej.
W 2006 roku w portfolio SuperGroup pojawiły się marki 77Breed i SurfCo California.
Od 24 marca 2010 roku SuperGroup notowana jest na londyńskiej giełdzie papierów wartościowych.
W lutym 2011 roku spółka przejęła CNC Collections BVBA, będącego od 2004 roku partnerem dystrybucyjnym na terenie Francji i Beneluxu, a od 2008 największym franczyzobiorcą. Transakcja wyniosła 40 milionów euro.